# Le Coq-Héron
Le Coq-Héron est une revue scientifique d'orientation psychanalytique, fondée en 1969, dont les objets concernent également la sociologie, la philosophie et la littérature.

## Historique
La revue a été fondée en 1969, par un petit groupe de travail du Centre médico-psycho-pédagogique Étienne Marcel (Paris). Le nom de cette revue lui vient de celui d'une rue voisine du centre. La revue devient progressivement indépendante du Centre Étienne Marcel, mais garde assez longtemps des liens privilégiés avec lui. C'est une revue scientifique trimestrielle, à comité de lecture,.

## Les fondateurs et les premiers contributeurs de la revue
Au moment de sa fondation par quatre personnes, Judith Dupont et Madeleine Casanova notamment, rejointes par Bernard This, la revue est interne au Centre Étienne Marcel. Le comité de rédaction s'élargit ensuite et s'ouvre à des contributeurs issus des différentes écoles psychanalytiques, la Société psychanalytique de Paris, l'Association psychanalytique de France, le Quatrième Groupe et l’École freudienne de Paris. Cette pluralité d'origines a poussé à l'adoption d'une clause particulière dans les statuts du comité de rédaction : ainsi, la décision de repousser la publication d'un article ne peut être prise qu'à l'unanimité. Si un seul membre du comité de rédaction souhaite que l’article paraisse, il sera publié, quitte à encourager les opposants à le faire suivre par leurs critiques ou à introduire un débat à son propos.
Judith Dupont, psychanalyste et médecin, est héritière des droits littéraires sur l'œuvre de Michael Balint et de Sándor Ferenczi et constitue une équipe de traduction en français des ouvrages de Ferenczi, jusqu'alors inédits. Ce fut le cas de l'ouvrage Mes adieux à la Maison jaune du psychiatre et psychanalyste hongrois István Hollós dans le numéro 100,,, mais aussi de Ecrits sur divan : la correspondance Freud-Ferenczi. C'est à l'occasion de « la contrainte oulipienne du numéro 100 d’En attendant Nadeau », que Zoé Andreyev, « partie à la pêche au numéro 100 », est « allée voir du côté de la revue de psychanalyse Le Coq Héron » et dit avoir eu « la chance de tomber sur une pépite : « L’ouvrage très insolite du Dr. Télémaque Pfeiflein sur la libération des malades mentaux », autrement dit Mes adieux à la maison jaune » d'István Hollós (1872-1957), publié en 1927 et traduit du hongrois en 1986 par Judith Dupont.
La revue se spécialise peu à peu dans la diffusion d'articles et de textes originaux français, de Françoise Dolto, Maud Mannoni, Pierre Sabourin, Jean-Luc Donnet, François Gantheret, Alain Didier-Weill, Christophe Dejours, Jean-François Chiantaretto. Certains textes, inédits jusque-là en France, sont traduits dans la visée d'une publication dans la revue, particulièrement des textes hongrois d'Alice Balint et Vilma Kovács, mais aussi allemands, anglais et néerlandais.